# Альсена, Жан-Сони
Жан Сони Альсена (фр. Jean Sony Alcénat; родился 23 января, 1986 года, Порт-о-Пренс, Республика Гаити) — гаитянский футболист, защитник.

## Клубная карьера
Альсена — воспитанник клуба «Эгль Нуар», в системе которого находился в 2000—2008 годах. В 2009 году перешёл в португальский клуб «Лейшойнш». 1 февраля 2009 года в матче против «Насьонала» дебютировал в чемпионате Португалии. За «Лейшойнш» отыграл 3 сезона, после чего был отдан в аренду в «Риу Аве».
22 июня 2012 года был продан в румынский клуб «Петролул», подписав контракт на 2 года. 28 июля того же года в матче против «Васлуя» дебютировал в чемпионате Румынии, а 8 мая 2013 года в матче против «Брашова» забил первый гол за «Петролул». В составе «Петролула» стал обладателем кубка Румынии в сезоне 2012/13. Всего за клуб из города Плоешти сыграл 74 матча и забил 2 гола. 11 июня 2015 года перешёл в клуб «Стяуа», но сыграв 7 матчей за столичный клуб, до конца сезона был отдан в аренду в «Волунтари».

## Международная карьера
17 сентября 2006 года в товарищеском матче против сборной Доминиканской Республики дебютировал за основную сборную Гаити, а 30 мая 2007 года в товарищеском матче против сборной Сент-Винсента и Гренадин забил первый гол за сборную. В составе сборной участвовал на 3 турнирах Золотого кубка КОНКАКАФ: 2007, 2013 и 2015 годов, а также участвовал на Кубке Америки 2016.

## Достижения
Командные
 «Петролул»
- Обладатель кубка Румынии — 2012/13